# Lilltjärnen (Vänjans socken, Dalarna)
Lilltjärnen är en sjö i Mora kommun i Dalarna och ingår i Dalälvens huvudavrinningsområde.